# Publius Cornelius Tacitus
Publius (vagy Caius) Cornelius Tacitus (Kr. u. 55 vagy 56 – valószínűleg 117 és 120 között) római történetíró. Kora politikai életének tevékeny résztvevője volt: 97-ben consul, majd később Asia római tartomány kormányzója volt. Történelmi munkái a korai császárság időszakáról fontos információkkal látják el az utókor olvasóit, részletesen mutatják be az akkoriban változó összetételű és szerepű szenátori rend és a birodalom politikáját. Műveinek középpontjában a császár, az udvar, a szenátus és a város áll, a provinciák csak akkor kapnak szerepet, ha Róma szempontjából jelentősek. A történetek leírásakor gyakran használt költői szavakat a drámai hatás elérése érdekében.
Robert Baldauf szerint rá hivatkozva számos hamis kódexet alkotott Poggio Bracciolini a 15. században.
Híres, sokat idézett jelmondata, melyet az objektív történeti kutatással kapcsolatban szoktak idézni: 
| „         | Harag és részrehajlás nélkül | ” |
| – Tacitus |                              |   |

## Élete
Tacitus életrajzi adatairól nem tudunk semmi biztosat: bár megírta korának, az I. századnak „sorsfordulatokban… szörnyű eseményekben gazdag” történetét, saját életéről csak egy-egy mondatot hagyott hátra. Élete az I. század második felére és a II. század első évtizedeire esik, az Augustus császár által bevezetett új rendszer, a principátus első három dinasztiája: a Julius-Claudiusok, a Flaviusok korára és az Antoninusok uralkodásának a kezdetére. A legújabb kutatások születésének évét 56-ra vagy 57-re, Nero uralkodásának második vagy harmadik évére teszik. Születésének helye ugyancsak ismeretlen, a hagyomány szerint az umbriai Interamnában (ma Terni) született. E hagyomány alapja azonban csupán annyi, hogy Tacitus császár ebből a városból származott.
A rómaiaknál szokásos három névből Tacitus esetében csak kettőt ismerünk: a Corneliust és a Tacitust (tacitus jelentése: hallgatag), a személynevének megfelelő praenomenje bizonytalan. Egyes feljegyzések szerint Gaiusnak, mások Publiusnak mondták. A nemzetség nevéből, a Corneliusból, pedig egyes történészek arra következtetnek, hogy a köztársaságkora-beli előkelő Cornéliusok, a Scipiók családjából származik.
Idősebb Plinius szerint egy bizonyos Tacitus Gallia Belgicában quaestori vagy procuratori állást töltött be, valószínűleg ő lehetett a történetíró apja.
Tacitus gondos nevelésben részesült, Rómában retorikai, jogi, filozófiai tanulmányokat végzett. Saját állítása szerint mesterei korának nagy szónokai, Marcus Aper és Iulius Secundus voltak. A következőket jegyezte fel erről: „Én nemcsak a törvényszéki tárgyalásokon hallgattam szorgalmasan mindkettőjüket, hanem hihetetlen tudásszomjtól és afféle ifjonti lángolástól hajtva otthonukban és nyilvánosság előtt is nyomukban jártam, hogy még csevegéseiket és bizalmas körökben tartott gyakorlataik titkait is magamba szívhassam.”
Huszonegy éves korában, 77-ben nősült meg, az akkori címzetes consul, Cnaeus Iulius Agricola leányát vette el, ezt követően lépett közéleti pályára. A római állami hivatalok betöltésének sorrendjét szabályozó törvényeket betartva suo anno, azaz megfelelő időben járta végig. Vespasianus idején töltötte be az állami főhivatalok előfeltételének számító katonai tribunusi (tribunus militum) tisztséget. Titus uralkodásának idején (80 vagy 81) foglalta el a legalacsonyabb főhivatalt, quaestor lett. Két-három év múlva a rangban egyenlőnek számító néptribunusi vagy aedilisi tisztséget töltötte be. 88-ban, Domitianus korában praetor volt, amit meg is említett: „Mert ő is rendezett százados játékokat, s azokon mint tizenöt személyes papi testület tagja és évi praetor, különös figyelemmel vettem részt” feladata a Sybilla-könyvek őrzése, a Rómában befogadott Isis és Serapis-kultuszok végzése, valamint a százados ünnepi játékok (ludi seculares) megrendezése volt. Ekkortájt barátkozott össze Pliniusszal, aki megjegyezte, hogy Tacitus hírnevet szerzett magának a fórumon.
90 és 94 között hivatalból hosszabb időt töltött külföldön, (Ronald Syme történész szerint valamelyik legio császári parancsnoka (legatus legionis propraetore) volt Germániában. Tény, hogy apósának halálakor, 93. augusztus 23-án nem tartózkodott Rómában. Ezt követően néhány évre visszavonult a politikai élettől. Életének további húsz évéről kevés feljegyzés marad fenn, Plinius megemlékezik arról, hogy Traianus római császár uralkodásának harmadik évében együtt védték az afrikaiakat, akik proconsuljukat, Marius Priscust zsarolással vádolták meg. Syme szerint 101 és 104 között Tacitus Felső-Germánia kormányzója volt. Egy, a kisázsiai Mylasából előkerült feliratból arra lehet következtetni, hogy 112–114 között Asia római provincia kormányzója volt. Hadrianus uralkodásának első éveiben, valószínűleg 120-ban halt meg.
A III. században Tacitus császár (275–276) elrendelte, hogy helyezzék el minden közkönyvtárban állítólagos őse, a történetíró Tacitus mellszobrát, és műveit évenként tíz másolattal gyarapítsák.

## Művei

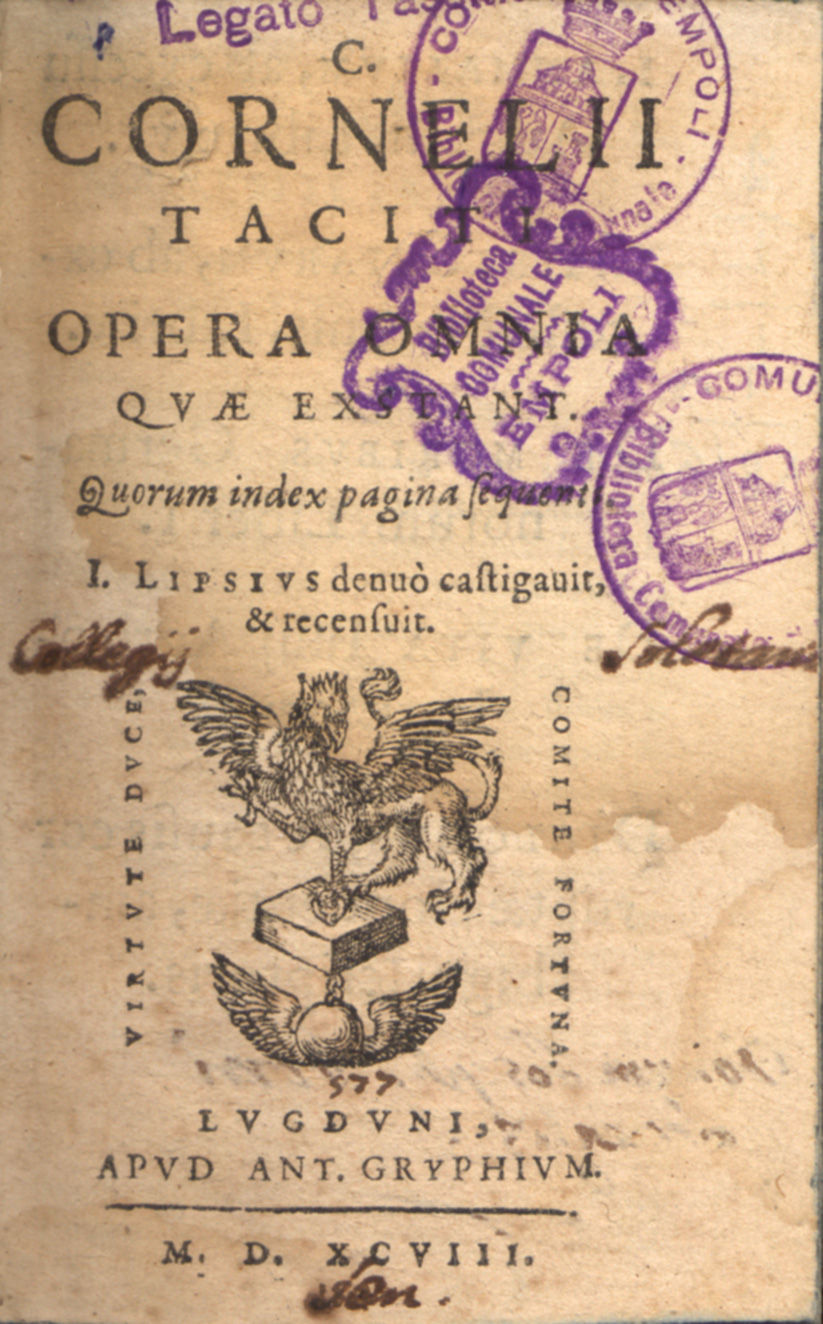
Egy 1598-as Tacitus-kiadás

Első művét 98-ban, negyvenévesen adta közre (Beszélgetés a szónokokról, Agricola). A Beszélgetés keletkezése 74-re tehető, stílusa pedig különbözik a történelmi művek előadásmódjától, és mivel fogalmazása inkább Ciceróra emlékeztet, egyes történészek nem tartják Tacitus írásának. Azonban az ifjú Plinius tanúságtétele, valamint a kéziratokból leszűrhető következtetések valószínűsítik tacitusi voltát. A mű főszereplői a szerző egykori mesterei: Curiatius Maternus, a neves költő és szónok, Marcus Aper, a korabeli retorika híve és Vipstanius Messala, aki a köztársasági ékesszólást dicsőíti. A mű tanulsága az, hogy az ékesszólás ideje már lejárt, mert az csak a szólásszabadságot biztosító köztársaság idején virágozhatott, a principátus ellenben felszámolta a szónoklás természetes feltételeit. Más területek felé kell orientálódjanak mindazok, akik eddig a szabad művészeteket gyakorolták.
Az Agricolát 98-ban adta közre. Ez a mű életrajz, néprajzi és földrajztudományi ismeretek tára, politikai helyzetelemzés és tiltakozás. Tacitus a könyvről a következőket írta: „…Ez a könyv, melyet apósom, Agricola tiszteletére szántam, rokoni kegyelet megvallásával nagy dicséretre, vagy elnézésre számít.” (Agricola 3.)
Tacitus legtökéletesebb műve a német történelem „aranykönyvének” is nevezett Germánia (De origine, situ, moribus ac populis Germanorum). A mű megjelenését 98-ra datálják, bár ez nem bizonyítható és korabeli citáció nem áll rendelkezésre. Szerkezetileg két részre oszlik: az elsőben Germánia természeti adottságait, lakóinak társadalmi, hadi, vallási viszonyait, foglalkozását írta le, a másodikban külön-külön foglalkozik az egyes törzsekkel, és leírja a germánok és rómaiak közötti harcok történetét is. E mű hitelességét többen is (lásd pl. John Wilson Ross, Polydore Hochart, Leo Wiener műveit) kétségbe vonják és sem a mű hitelességének alátámasztására idézett Hersfeld-kódex datálása, sem Fuldai Rudolf Annalese hivatkozásának hitelessége nem eléggé meggyőző. Erről bővebben lásd a Münchenben 1986 szeptember 16-19 között lezajlott Fälschungen im Mittelalter (Középkori hamisítványok) konferencia előadásait (III. kötet 100., 104. és 337. oldal). A műből a német humanistáktól kezdve a reformáció különféle változatain, a romantika mozgalmain (pl. Georg Ritter von Schönerer Los von Rom! Bewegung [El Rómától!] mozgalma), Engels, majd a Harmadik Birodalom ideológiáján (Ahnenerbe, Himmler, Jankuhn, Krall, Till) keresztül egészen az Adolf Schmidt által 1962-ben Germania címen közreadott tanulmánykötetig számosan merítettek inspirációt és használták fel gondolataik és tetteik megalapozására illetve igazolására.
Időben következő műve a Korunk Története (Historiae) volt. A mű keletkezéséről Plinius egyik leveléből megállapítható, hogy 105 és 107 között írta. E mű a 69-től 96-ig, vagyis Galba trónra lépésétől Dominitianus haláláig terjedő eseményeket foglalja magába. A mű tizennégy könyvből áll, de csak az első négy és az ötödik könyv 26. fejezete maradt fenn. Ezek a 69–70-es évek történetét: a négy császár Galba, Otho, Vitellius, Vespasianus uralmát és a trónért folytatott hatalmi harcokat, Civilis felkelését tárgyalják. A következőket írta Tacitus e könyvről: „Sorsfordulatokban, kegyetlen csatákban, egyetértést nem ismerő meghasonlásokban, még béke idején is szörnyű eseményekben gazdag kor megírására vállalkoztam”. (Historiae I. 2.)
A következő közreadott mű az Ab excessu divi Augusti (szokottabban Annales vagy Évkönyvek), Augustus császár közvetlen utódainak, (Tiberius, Caligula, Claudius és Nero uralmának) története (Kr. u. 14–68.) XVI–XVIII könyvben. Tacitus ezt is Traianus alatt írta meg, és 115–117-ben adatta ki. Megvan belőle az első négy könyv, töredékek az ötödik s hatodikból és elöl-hátul csonkán a XI–XVI könyv.
Az itt felsorolt munkákon kívül Tacitus fennmaradt műveihez sorolja még a konzervatív filológia ötödiknek a következőt: Dialogus de oratoribus, melyet Lipsius óta sokan elvitatnak Tacitustól.
A Pallas nagy lexikona méltatása szerint „Tacitus zárja be a római klasszikusok sorát, műveiben elementáris erővel lángol fel a latin történetírás géniusza. Nemes idealizmusa és ízlése olyan írói tulajdonságokkal párosulnak, melyek sem előtte, sem utána sehol sem fordulnak elő egy és ugyanazon latin írónál. Lelkiismeretes kútfőtanulmány, gondos pragmatizmus, lélektani mélység, egyéni stílus modorosság nélkül, folytonos haladásra való törekvés: íme a tulajdonságok, amelyekkel Tacitus harcba indult a zsarnokság ellen és amelyekkel a köztársaság aranykorának, a szabadságnak mint rendszernek a sorok között örök emléket állított. Ő a szellem s még inkább a jellem arisztokratája, aki az önkény dühöngésétől épp úgy elfordul, mint a csőcselék szertelenkedésétől.”

## Történeti és politikai felfogása
Műveiből kiviláglik, hogy a római arisztokrácia képviselőjeként a köztársaság híve volt, amikor az állam élén állt. Szerinte csak az arisztokrácia lehet a hatalom birtokosa. Ugyancsak arisztokratikus felfogásából következett, hogy a római nagyság egyedüli képviselőjeként a szenátori és a lovagi rendet ismerte el. Felfogása szerint, ha rabszolgasorból felszabadult ember jut hatalomhoz, az sohasem a birodalom érdekeit fogja szem előtt tartani, hanem kizárólag saját érdekeit követve arra törekszik, hogy a hatalmat megtartsa.
Történeti felfogásában az antik római történetírás vonásai a jellemzőek: a történelem a nevelés leghatékonyabb eszköze. Azt hangoztatta: bölcs dolog mások tapasztalatából tanulni meg a számunkra is előnyössé válható leckét, hiszen a „többség mások tapasztalatából okul” (Annales IV: 33.) A történelem megörökítése a patriotizmus fejlesztése, a genealógiák számbavétele is. Ugyanakkor a történelem egyben pálca a zsarnokok részére: „az évkönyvek elsőrendű feladatának vélem, hogy az érdemeket ne borítsa el a hallgatás, és hogy a hitvány szavaknak s tetteknek félniük kelljen az utókortól és a becstelenségtől” (Annales II. 65.)
A „harag és részrehajlás nélkül” formában ismert híres mondása műveiben csak részlegesen vagy egyáltalán nem teljesül. A Iulius–Claudius-dinasztia valamennyi tagját őrültnek, betegesnek vagy legalábbis gyengeelméjűnek ábrázolta, ami egyenes következménye volt politikai nézeteinek. Suetonius mellett ő a legfőbb oka annak, hogy a római korai császárkorra vonatkozó ismereteink egyoldalúak, célzatosan ferdítettek, és a korai császárok valódi személyiségéről valójában semmit sem tudunk biztosan.

## Forrásai
Tacitus műveinek írásakor széles körű dokumentációra támaszkodott, számos történeti forrást, emlékiratot, beszédet használt fel. De saját tapasztalataira, a provinciákban szerzett ismereteire, kortársainak szóbeli elbeszéléseire is támaszkodott. Többször utal műveiben Vipstanius Messala és idősebb Plinius műveire. Az Évkönyvek című művében forrásként említi a Nero korában élt Aufidius Bassust aki Historiae című művében Caesar halálától Caligula császár uralkodásáig dolgozta fel Róma történetét. Ezt a művet folytatta az idősebb Plinius. Másik forrásként említett szerző Cluvius Rufus és Fabius Rusticus, akik ugyancsak Caligulától Vespasianusig terjedő kort dolgozták fel. A germánokra vonatkozó forrásként Aufidus Bassus Bellum Germanicum (A germán háború) és idősebb Plinius Bella Germaniae (Germánia háborúi) műveit említi.

## Előadói művészete
A történelmi események elbeszélésekor Tacitus a római történetírás hagyományainak megfelelően az évek szerinti időrendet követi. Minden egyes év kezdetét a consul nevének említésével kezdi.
Műveiben jellemző, hogy a történetek a császár személye körül csoportosulnak. Ez megszokott volt a kor irodalmában. További jellegzetessége a tacitusi előadásnak, hogy a cselekvő személyek császárok, hadvezérek, felkelők, katonák beszédeket mondanak. Ez ugyancsak megszokott eleme volt az antik történetírásnak, ami abból a feltevésből eredt, hogy a szónoklat és a történelem szorosan kapcsolódik egymáshoz. A szónoklatokkal jellemzi Tacitus a történelmi személyek jellemét, a politikai vagy katonai helyzetet, az ellenfelek állásfoglalását. A beszédek mindig a szónoklat stílusához alkalmazkodnak, tömören, élénken adják elő a mondanivalót.
Saját stílusát Tacitus komolynak (grave) nevezi. Stílusa és nyelvezete különbözik valamennyi elődjétől, utódjától. Gazdag szókincse, az igéknek kölcsönzött sajátos jelentés, az elvont főnevek konkrét értelemben való használata és több más stílusbeli sajátosság különbözteti meg más latin nyelvű írók stílusától. Ez a jellegzetesség egyúttal hitelességi kérdéseket is felvet.

## Hatása az utókorra
Tacitust utánozták az antik világ felbomló szakaszában élt történetírók Ammianus Marcellinus, Sulpicius Severus és Orosius, az V. században élt költő, Apollinaris Sidonius. A középkorban a keresztény írók számára ismeretlenek voltak Tacitus művei, azokat a késő középkorban (XV. sz.) a német és olasz humanisták hozták be a köztudatba, akik számára a kereszténységről vallott kedvezőtlen felfogása miatt különösen értékes és olvasott szerző volt. Hatása leginkább a felvilágosodás politikai irodalmában érezhető, de még a XX. században is tetten érhető.
Tacitus műveiből nyertek ihletet olyan költők és írók, mint Corneille az Otthon, Racine a Britannicus, Sienkiewicz a Quo vadis?, Graves az Én, Claudius című művekben.

### Magyarországi hatása
Magyarországon irodalmi hatása a Corvinákkal mutatható ki legkönnyebben. Mátyás király könyvtárában több kódexe is volt: az egyik, melyet Beatus Rhenanus 1518-ban használt; a másik, amelyet Vitéz János 1467-ben emendált (helyesbített), majd I. Abdul-Hamid török szultán adott vissza a magyar nemzetnek. Azóta leginkább fordítások és kritikai tanulmányok mutatják Tacitus hatását, bár az az író, aki Tacitus tömör stílusát magyarul szólaltatná meg, mindeddig nem tűnt fel az irodalomban. Kosztolányi Tacitus-idézettel kezdi Neró, a véres költő című művét, melyben számos információt is felhasznált a tacitusi életműből.

## Magyarul

### 1919-ig
- Tacitus Cornelius munkái; ford. Baritz György; Pichler Ny., Bécs, 1822
- Tacitus Kájus Kornélius Históriájának öt könyvei; ford. Cserei Miklós; Lyceum Ny., Kolozsvár, 1840
- Tacitus könyve Germania helyzete, erkölcsei és népeiről; ford. Czuczor Gergely; Emich, Pest, 1851
- Tacitus C. Cornelius évkönyvei; ford. Szenczy Imre; Berttalanffy, Szombathely, 1856
- Tacitus Agricolája és Germániája; ford. Télfy János [Iván]; Lampel, Pest, 1861 (Római remekírók magyar fordításban)
- Tacitus évkönyvei. 1. köt.; ford. Klein Ignác; Lampel, Pest, 1864
- Tacitus évkönyvei, 1-7.; ford., jegyz. Fodor Gyula; Stampfel, Pozsony, 1888–1906 (Tanulók könyvtára)
- Agricola élete; ford. Csiky Kálmán; Franklin, Bp., 1898 (Olcsó könyvtár)
- C. Cornelius Tacitus Évkönyvei. 1. füz.; ford. Mihály István; Lampel, Bp., s.a. (Ó-kori klassikusok. Római remekírók magyar fordításban)
- Tacitus történeti könyvei. Historiae, 1–2.; ford., jegyz. Kapossy Lucián; Stampfel, Pozsony, 1902–1905 (Tanulók könyvtára)
- Germania; ford., bev. Tonelli Sándor; Lampel, Bp., 1902 (Magyar könyvtár)
- Agricola; ford., jegyz. Dávid István; Stampfel, Pozsony, 1903 k. (Tanulók könyvtára)
- A zsidókról; ford. Istóczy Győző; Buschmann Ny., Bp., 1903
- Tacitus fönmaradt összes művei, 1–2.; ford., bev., jegyz. Csiky Kálmán; Lampel, Bp., 1903 
  - 1. köt. Évkönyvek
  - 2. köt. Történetek / Agricola élete / Germania / Beszélgetés a szónokokról
- Julius Agricolának életéről és erkölcseiről; ford., bev., jegyz. Wirth Gyula; Lampel, Bp., 1903 (Magyar könyvtár)
- Párbeszéd a szónokokról; szerk., bev. Keczer Géza; Roth Ny., Nagyszeben, 1905
- Tacitus Cornelius Évkönyveiből; ford., bev., jegyz. Ozorai Lajos; Lampel, Bp., 1909 (Magyar könyvtár)

### 1920–1944
- Annales. Praeparatio, fordítás, mythologiai és nyelvtani magyarázatokkal. I-III. füz.; ford., jegyz. Waczulik László; Aczél, Bp., 1929–1936 (Diákkönyvtár)
- Dialogus / Agricola; ford., jegyz. Dankovits Béla; Aczél, Bp., 1931 (Diákkönyvtár)
- Tiberius és kora. Kr. u. 14-19.; ford., jegyz. Péter Gyula; Parthenon–Franklin, Bp., 1943 (A Parthenon kétnyelvű klasszikusai)
- Agricola / Germánia; ford., jegyz. Szabó Árpád, szerk. Huszti József; Parthenon, Bp., 1943 (A Parthenon kétnyelvű klasszikusai)
- Germánia földje, népe, erkölcse; ford., előszó Rózsahegyi Zoltán; Phőnix, Bp., 1943 (Klasszikus írások)

### 1945 óta
- Tacitus; vál., bev. Borzsák István, ford. Borzsák István, Szabó Árpád; Gondolat, Bp., 1961 (Aurora)
- Tacitus összes művei, 1-2.; ford. Borzsák István; jegyz. Zsolt Angéla; Magyar Helikon–Európa, Bp., 1970 (Bibliotheca classica)
- Iulius Agricola életrajza / De vita et moribus Iulii Agricolae; latin szöveggond., ford. Borzsák István; Európa, Bp., 1979 (Janus-könyvek)
- Sorsfordulatokban gazdag kor; vál., bev., jegyz. Bodor András, ford. Borzsák István; Kriterion, Bukarest, 1984 (Téka)

## Bibliográfia
- Tacitus: Sorsfordulatokban gazdag kor (ford. Bozsák István); Kriterion Könyvkiadó, Bukarest, 1984
- Tacitus összes művei. Ford. Borzsák István. Európa Kiadó, Budapest, 1980

## Szakirodalom
- Falus Róbert: Apollón lantja. A görög-római irodalom kistükre. Móra Ferenc Könyvkiadó, Bp., 1982
- Falus Róbert: A római irodalom története, Gondolat, Bp., 1970
- Leffler Sámuel: Római irodalomtörténet – A középiskolák felsőbb osztályai számára és a művelt közönség használatára, Lampel Róbert (Wodianer F. és Fiai) Cs. és Kir. könyvkereskedése, Budapest, 1903, 183–186. o.
- Sebestyén Károly: A római irodalom története – szemelvényekkel magyar írók latin műfordításaiból, Lampel Róbert (Wodianer F. és Fiai) Cs. és Kir. Udvari Könyvkereskedés Kiadása, 1902, 120–126. o.